# مگومی اوهوری
مگومی اوهوری (انگلیسی: Megumi Ohori؛ زادهٔ ۲۵ اوت ۱۹۸۳) آیدل ژاپنی، و شخصیت‌های تلویزیونی در ژاپن اهل ژاپن است.